# Conseil de la vie française en Amérique
Le Conseil de la vie française en Amérique (CVFA) est un OSBL québécois actif de 1937 à 2007. Le conseil a officiellement mis fin à ses activités le 7 septembre 2007. Son président était Jean-Louis Desrochers et son président honoraire l'auteur-compositeur-interprète Zachary Richard. Depuis le 15 mars 1998, ses bureaux se trouvaient à la Maison de la francophonie de la ville de Québec. L'organisation comptait 22 membres à vie, 6 membres honoraires, 63 membres corporatifs et 240 individuels.

## Histoire
Le 27 juin 1937, le second Congrès de la langue française organisé par la Société du parler français remet sur pied le Comité permanent des congrès de langue française créé en 1912 lors du premier Congrès. Le comité est incorporé le 8 juillet 1940 sous le nom de Comité permanent de la Survivance française en Amérique. C'est en 1956 qu'il prend définitivement le nom de Conseil de la vie française en Amérique.
À sa fondation, l'institution se voit attribuer la mission de « promouvoir le développement et l'épanouissement des communautés d'origine, de langue et de culture françaises en Amérique». Ses fondateurs lui donnent la devise « Conservons notre héritage français » et établissent le siège social à Québec.
La première tâche du Conseil est de publier les actes du Second Congrès de la langue française, c'est-à-dire le compte rendu des séances, les mémoires des congressistes, ce qu'il fait en 1937 et 1938. Il s'attaque ensuite à la réalisation de sa principale mission, soit la réalisation des « vœux » exprimés par les membres du Second Congrès de la langue française. 
Le Conseil s'efforce d'entretenir les liens culturels qui unissent tous les francophones de l'Amérique et pendant 70 ans joue le rôle de carrefour entre diverses associations de citoyens qui soutiennent les communautés minoritaires des diasporas québécoise et acadienne éparpillées sur l'ensemble du continent nord-américain. 
Concrètement, le Conseil offre un appui financier à divers projets de développement des institutions culturelles et d'enseignement situées en Ontario, dans l'Ouest canadien, en Nouvelle-Angleterre et en Louisiane. Il est à l'origine de plusieurs fondations (Jean-Talon, Entraide canadienne-française, Liaison française), bourses d'études, campagnes de souscription (Le sou de la survivance, Fraternité française). Il organise des conférences, des congrès, des causeries, des colloques, des concours et des voyages, commande des enquêtes et des études, attribue des prix, le tout en vue d'accroître la connaissance mutuelle des Québécois, Acadiens, Cadiens, etc. où qu'ils soient établis en Amérique.
En 1947, le Conseil participe à la fondation de l'Association canadienne d'éducation de langue française (ACELF), mise sur pied en réponse à un appel de l'épiscopat catholique canadien lancé en 1944 pour organiser une association pancanadienne d’éducateurs catholiques et francophones.
En 1954, le Conseil fonde la Liaison française, une agence de voyages sans but lucratif servant à régulariser les visites des Acadiens au Québec, des Québécois en Acadie et dans les autres centres francophones du continent, au Canada comme aux États-Unis.
En 1957, le prix Champlain est créé afin d'encourager la production littéraire chez les francophones vivant à l'extérieur du Québec, en Amérique du Nord.
Le Conseil fonde par la suite l'Institut Camille-Roy, qui est incorporé en 1965.
Dans les années 1960, les membres du Conseil participent activement aux consultations publiques de la Commission royale d'enquête sur le bilinguisme et le biculturalisme du gouvernement fédéral.
En 1987, le Conseil se voit décerner le Prix du 3 juillet 1608 remis par le Conseil de la langue française du Québec pour « son exceptionnelle contribution au rayonnement de la culture de langue française en Amérique du Nord ».
En mars 2001, il soumet un mémoire à la Commission des États généraux sur la situation et l'avenir de la langue française au Québec.

## Présidents
Les personnes suivantes ont exercé la présidence du Conseil :
| Nom                                       | Portrait | Mandat    |
| ----------------------------------------- | -------- | --------- |
| Camille Roy                               |          | 1938-1940 |
| Adrien Pouliot                            |          | 1940-1945 |
| Roméo Blanchet                            |          | 1945-1947 |
| Ernest Desormaux                          |          | 1947-1949 |
| Adrien Verrette                           |          | 1949-1953 |
| Georges Dumont                            |          | 1953-1955 |
| Paul Gouin                                |          | 1955-1961 |
| Thomas-Marie Landry                       |          | 1961-1965 |
| André-Miville Déchène                     |          | 1965-1970 |
| Florian Carrière                          |          | 1970-1975 |
| Gérald Robert                             |          | 1975-1977 |
| Louis-A. Lebel                            |          | 1977-1982 |
| Raymond-J. Marcotte                       |          | 1982-1986 |
| Jean Hubert (Gérard Lévesque intérimaire) |          | 1986-1988 |
| Martin J. Légère                          |          | 1988-1992 |
| Paul-M. Paré                              |          | 1992-1995 |
| Gérard Lévesque                           |          | 1995-1999 |
| Yvan Forest                               |          | 1999-2003 |
| Jean-Louis Desrochers                     |          | 2003-2007 |

## Membres
Les règlements du Conseil reconnaissent trois types de membres : les membres individuels, corporatifs et honoraires. Les membres proviennent des principaux endroits de l'Amérique du Nord où se sont développées des communautés québécoises ou acadiennes. 
Au moment de sa fermeture, en 2007, le Conseil comptait parmi ses membres corporatifs l'Association pour le soutien et l'usage de la langue française (ASULF), la Chaire pour le développement de la recherche sur la culture d'expression française en Amérique du Nord (CEFAN), le Conseil québécois du patrimoine vivant (CQPV), le Mouvement estrien pour le français (MEF), l'Office franco-québécois pour la jeunesse, Impératif français, le Salon international du livre de Québec, quelques Sociétés Saint-Jean-Baptiste, la Société de développement des périodiques culturels québécois (SODEP), l'Assemblée de la francophonie de l'Ontario (AFO), l'Institut d'études pédagogiques de l'Ontario, l'Université Laurentienne, TFO, l'Association des écrivains francophones de la Colombie-Britannique, le Collège universitaire de Saint-Boniface, la Faculté Saint-Jean, le Centre franco-américain, l'Institut des femmes franco-américaines, le Conseil pour le développement du français en Louisiane (CODOFIL), etc. La plupart de ses organisations sont toujours actives en 2009.

## Publications
De plus des comptes rendus et des mémoires des Congrès de la langue française, le Conseil publie quelques périodiques, des mémoires, des répertoires de chansons folkloriques, des transcriptions d'allocutions, de discours, de causeries, de conférences, etc. Il collabore également à la publication d'ouvrages historiques écrits par Bona Arsenault et Antoine Bernard.
Périodiques
- Vie française (1946-1989)
- La Vie franco-américaine (1938-1953)
- Le Calendrier de la Survivance française
- Le Bottin des sociétés patriotiques 1963-?
- Le répertoire de la vie française en Amérique (1978-2007)
- Échos du Conseil de la vie française en Amérique (1982-1984)
- Le Franc-Contact (1983-1987 et 1993-2001)